# Strikeforce: Overeem vs. Werdum
Strikeforce: Overeem vs. Werdum foi um evento de artes marciais mistas promovido pelo Strikeforce. O evento ocorreu em 18 de junho de 2011 no American Airlines Center em Dallas, Texas. O card principal foi ao ar na Showtime enquanto que o card preliminar foi transmitido pela HDNet.

## Background
Originalmente marcado para 9 de Abril, esse evento contou com duas as quartas de finais restantes no Grand Prix de Pesados do Strikeforce.
Muhammed Lawal era esperado para enfrentar Ovince St. Preux no evento, mas a luta foi depois cancelada.
Scott Smith havia indicado que ele esperava lutar nesse evento, porém ele foi colocado para enfrentar Tarec Saffiedine no Strikeforce: Fedor vs. Henderson no mês seguinte.
Shane del Rosario era esperado para enfrentar Daniel Cormier em uma luta substituta do Grand Prix de Pesados. Porém, del Rosario teve que se retirar da luta após um acidente de carro em Maio. Jeff Monson entrou em seu lugar para enfrentar Cormier na luta substituta. Após sua vitória, Cormier foi selecionado para substituir Alistair Overeem na semifinal do torneio após sair do torneio em Julho de 2011.
Amanda Nunes era esperada para enfrentar Julie Kedzie nesse evento, mas uma fratura no pé obrigou Nunes a sair do card.
Gina Carano era esperada para fazer seu retorno ao Strikeforce contra Sarah D'Alelio. Enquanto foi medicalmente aprovada pela Comissão Atlética do Texas, Carano optou por sair da luta após um conselho de seu próprio médico.
Brian Melancon pesou 4 pounds acima do limite dos meio médios de 171 lb.

## Resultados
^ a: Semifinal do Grand Prix de Pesados.

## Chaves do Grand Prix de Pesos Pesados
|  | Quartas de final  | Quartas de final |                   |  | Semifinais | Semifinais |  |  | Final | Final |
|  |                   |                  |                   |  |            |            |  |  |       |       |
|  |                   |                  |                   |  |            |            |  |  |       |       |
|  |                   |                  |                   |  |            |            |  |  |       |       |
|  | Fedor Emelianenko | 2                |                   |  |            |            |  |  |       |       |
|  | Fedor Emelianenko | 2                |                   |  |            |            |  |  |       |       |
|  | Antônio Silva     | TKO              |                   |  |            |            |  |  |       |       |
|  | Antônio Silva     | TKO              | Antônio Silva     |  |            |            |  |  |       |       |
|  |                   |                  |                   |  |            |            |  |  |       |       |
|  |                   | Daniel Cormier** |                   |  |            |            |  |  |       |       |
|  | Alistair Overeem  | 3                |                   |  |            |            |  |  |       |       |
|  | Alistair Overeem  | 3                |                   |  |            |            |  |  |       |       |
|  | Fabricio Werdum   | DU               |                   |  |            |            |  |  |       |       |
|  | Fabricio Werdum   | DU               |                   |  |            |            |  |  |       |       |
|  |                   |                  |                   |  |            |            |  |  |       |       |
|  |                   |                  |                   |  |            |            |  |  |       |       |
|  | Andrei Arlovski   | 1                |                   |  |            |            |  |  |       |       |
|  | Andrei Arlovski   | 1                | Sergei Kharitonov |  |            |            |  |  |       |       |
|  | Sergei Kharitonov | KO               |                   |  |            |            |  |  |       |       |
|  | Sergei Kharitonov | KO               | Josh Barnett      |  |            |            |  |  |       |       |
|  |                   |                  |                   |  |            |            |  |  |       |       |
|  |                   |                  |                   |  |            |            |  |  |       |       |
|  | Josh Barnett      | 2                |                   |  |            |            |  |  |       |       |
|  | Josh Barnett      | 2                |                   |  |            |            |  |  |       |       |
|  | Brett Rogers      | FIN              |                   |  |            |            |  |  |       |       |
|  | Brett Rogers      | FIN              |                   |  |            |            |  |  |       |       |

**Substituição

## Ligações Externas
1. ↑  a[›]
2. ↑  a[›]